# Cheech & Chong
Cheech & Chong er et amerikansk komikerpar bestående af Cheech Marin og Tommy Chong. De udgav flere humoristiske grammofonplader i 1970'erne, og vandt i 1974 en Grammy Award for bedste comedyalbum med Los Cochinos. Cheech & Chong slog dog først igennem for et større publikum i 1978 med filmen Op i røg (originaltitel: Up in Smoke). Meget af deres humor benytter sig af stand-up rutiner baseret på hippie-æraen, der kredser sig omkring brugen af ulovlige substanser, særligt forskellige former for marijuana.